# 孟陋
孟陋（?—?），字少孤，东晋武昌郡阳新县（今湖北省阳新县西南六十里）人。孟嘉之弟。
孟陋年轻时爱好古典，洁身自好，布衣蔬食，博学多闻，以文章书籍自乐。不好交结世人，独来独往，性情至孝，闻名海内。会稽王司马昱辅政，请他为参军，孟陋称病不至。桓温想让他为官，也不能屈其志。孟陋精研《三礼》。曾经注《论语》。

## 延伸阅读
[在维基数据编辑]
 《晉書·卷094》，出自房玄齡《晉書》